# Södermanlands runinskrifter 199
Södermanlands runinskrifter 199 är en vikingatida runristning på ett jordfast stenblock i Ullunda, Ytterselö socken och Strängnäs kommun. Ett fragment lossnade på första halvan av 1900-talet och förvaras i Ytterselö kyrka. 
Runstensblocket är 3x3x2 meter stort. På ristningen finns en runslinga och ett kors.

## Inskriften
Translitterering av runraden:
--... ...stain ... ...str ' þair · litu · hakua ' stin ' þina ' (a)... ...
Normalisering till runsvenska:
... ...stæinn ... ...[fa]str(?) þæiʀ letu haggva stæin þenna a[t] ...
Översättning till nusvenska:
...-sten ... -fast(?) de lät hugga denna sten efter ...
Troligen har tre personnamn stått före "de lät hugga". Det första namnet är helt borta, medan de två andra har slutat på "-stæin" respektive "-fastr".